# Citharomangelia
Citharomangelia é um gênero de gastrópodes pertencente à família Mangeliidae.

## Espécies
- Citharomangelia africana (G. B. Sowerby III, 1903)
- Citharomangelia bianca Bozzetti, 2018
- Citharomangelia bicinctula (Nevill & Nevill, 1871)
- Citharomangelia boakei (Nevill & Nevill, 1869)
- Citharomangelia denticulata (E. A. Smith, 1884)
- Citharomangelia elevata (E. A. Smith, 1884)
- Citharomangelia galigensis (Melvill, 1899)
- Citharomangelia pellucida (Reeve, 1846)
- Citharomangelia planilabroides (Tryon, 1884)
- Citharomangelia quadrilineata (G. B. Sowerby III, 1913)
- Citharomangelia richardi (Crosse, 1869)
- Citharomangelia townsendi (G. B. Sowerby III, 1895)

Espécies trazidas para a sinonímia
- Citharomangelia bicinctula (G. Nevill & H. Nevill, 1871): sinônimo de Citharomangelia boakei (G. Nevill & H. Nevill, 1869)